# Carlos Huttich
Carlos Huttich Moreno  (ur. 24 lutego 1963) – meksykański judoka. Dwukrotny olimpijczyk. Zajął trzynaste miejsce w Los Angeles 1984 i Seulu 1988 w kategorii do 78 kg.
Zdobył dwa medale na igrzyskach panamerykańskich, srebrny w 1987. Trzeci na mistrzostwach panamerykańskich w 1986. Brązowy medalista igrzysk Ameryki Środkowej i Karaibów w 1982 i 1986 roku.

## Letnie Igrzyska Olimpijskie 1984
| Konkurencja     | Walki                | Walki              | Klas. końcowa |
| Konkurencja     | 1/32                 | 1/16               | Miejsce       |
| --------------- | -------------------- | ------------------ | ------------- |
| waga półśrednia | Hwang Jin-su (KOR) W | Liu Junlin (CHN) P | XX            |

## Letnie Igrzyska Olimpijskie 1988
| Konkurencja     | Walki                        | Klas. końcowa |
| Konkurencja     | 1/16                         | Miejsce       |
| --------------- | ---------------------------- | ------------- |
| waga półśrednia | Sodnomyn Erchembajar (MNG) P | XX            |